# Abtei Mariengarten
Die Abtei Mariengarten (lat. Abbatia Horti B.M.V.) ist ein Kloster der Zisterzienserinnen in St. Pauls (Eppan, Südtirol) in der Diözese Bozen-Brixen.

## Geschichte
Das Haus wird bereits 1189 als curtis Blazes iuxta vetus castrum Eppiani sita (Bloßhof bei der Eppaner Altenburg) urkundlich erwähnt. Es war seit Ende des 14. Jahrhunderts über ca. 400 Jahre als Weingut im Besitz des Prämonstratenserstiftes Wilten. Am 21. April 1883 wurde der „Bloshof“ (bzw. „Bloashof“) von Äbtissin Magdalena Kollefrath von der Zisterzienserinnenabtei Lichtenthal bei Baden-Baden erworben, um zur Zeit des Kulturkampfes in Deutschland eine Ausweichmöglichkeit zu schaffen. Als Gründungsdatum des Klosters gilt der 1. Mai 1883, als es mit Nonnen besiedelt wurde. Es ist der Tag, an dem erstmals in den alten Gebäuden das gemeinsame Chorgebet gesungen wurde.
1914 wurde das Priorat zur selbständigen Abtei erhoben und 1982 dem Zisterzienserorden inkorporiert. Die Ordensschwestern verdienen ihren Lebensunterhalt durch eine Mittelschule mit Internat, Wein- und Obstanbau sowie eine Hostienbäckerei. Die derzeitige Äbtissin, Benedikta Gurschler, ist die vierte Vorsteherin nach Charitas Thoma, Beatrix Welte und Irmengard Senoner.
Im November 2021 übersiedelten zwei der letzten drei Benediktinerinnen von Kloster Säben in die Abtei Mariengarten, nachdem die Äbtissin von Säben, Maria Ancilla Hohenegger, ihr Kloster wegen Nachwuchsmangels auflassen musste.
Mit 1. September 2022 wurde die Verwaltung der Mittelschule und des Internats an den Deutschen Orden übertragen.
Das Kloster gehört zur Mehrerauer Kongregation.

## Liste der Äbtissinnen von Mariengarten
(Quelle:)
- Charitas Thoma: Priorin 1889–1914, Äbtissin 1914–1932
- Beatrix Welte: 1932–1983
- Irmengard Senoner: 1983–2022
- Benedikta Gurschler: seit 2022